# 清新 (相模原市)
清新（せいしん）は、神奈川県相模原市中央区の町名。現行行政地名は清新一丁目から清新八丁目。住居表示実施済区域。

## 地理
中央区の北西に位置し、北に小山、北東に氷川町と相模原、東に中央、南に小町通、西に南橋本と接している。

### 地価
住宅地の地価は、2023年（令和5年）1月1日の公示地価によれば、清新5-5-14の地点で17万9000円/m2となっている。

## 歴史
旧大字名清兵衛新田を略したもの。

## 世帯数と人口
2020年（令和2年）10月1日現在（国勢調査）の世帯数と人口（総務省調べ）は以下の通りである。
| 丁目       | 世帯数    | 人口     |
| ---------- | --------- | -------- |
| 清新一丁目 | 378世帯   | 610人    |
| 清新二丁目 | 824世帯   | 1,623人  |
| 清新三丁目 | 496世帯   | 1,076人  |
| 清新四丁目 | 313世帯   | 737人    |
| 清新五丁目 | 1,160世帯 | 2,398人  |
| 清新六丁目 | 506世帯   | 1,098人  |
| 清新七丁目 | 663世帯   | 1,715人  |
| 清新八丁目 | 515世帯   | 1,074人  |
| 計         | 4,855世帯 | 10,331人 |

### 人口の変遷
国勢調査による人口の推移。
| 年                 | 人口   |
| ------------------ | ------ |
| 1995年（平成7年）  | 7,736  |
| 2000年（平成12年） | 8,488  |
| 2005年（平成17年） | 9,927  |
| 2010年（平成22年） | 9,950  |
| 2015年（平成27年） | 10,417 |
| 2020年（令和2年）  | 10,331 |

### 世帯数の変遷
国勢調査による世帯数の推移。
| 年                 | 世帯数 |
| ------------------ | ------ |
| 1995年（平成7年）  | 3,214  |
| 2000年（平成12年） | 3,600  |
| 2005年（平成17年） | 4,245  |
| 2010年（平成22年） | 4,301  |
| 2015年（平成27年） | 4,690  |
| 2020年（令和2年）  | 4,855  |

## 学区
市立小・中学校に通う場合、学区は以下の通りとなる（2023年5月時点）。
| 丁目       | 番・番地等     | 小学校               | 中学校               |
| ---------- | -------------- | -------------------- | -------------------- |
| 清新一丁目 | 全域           | 相模原市立清新小学校 | 相模原市立清新中学校 |
| 清新二丁目 | 全域           | 相模原市立清新小学校 | 相模原市立清新中学校 |
| 清新三丁目 | 全域           | 相模原市立清新小学校 | 相模原市立清新中学校 |
| 清新四丁目 | 全域           | 相模原市立小山小学校 | 相模原市立小山中学校 |
| 清新五丁目 | 23～26番       | 相模原市立小山小学校 | 相模原市立小山中学校 |
| 清新五丁目 | 1番～22番 27番 | 相模原市立清新小学校 | 相模原市立清新小学校 |
| 清新六丁目 | 全域           | 相模原市立清新小学校 | 相模原市立清新小学校 |
| 清新七丁目 | 全域           | 相模原市立清新小学校 | 相模原市立清新小学校 |
| 清新八丁目 | 全域           | 相模原市立清新小学校 | 相模原市立清新小学校 |

## 事業所
2021年（令和3年）現在の経済センサス調査による事業所数と従業員数は以下の通りである。
| 丁目       | 事業所数  | 従業員数 |
| ---------- | --------- | -------- |
| 清新一丁目 | 21事業所  | 80人     |
| 清新二丁目 | 13事業所  | 112人    |
| 清新三丁目 | 28事業所  | 277人    |
| 清新四丁目 | 29事業所  | 335人    |
| 清新五丁目 | 50事業所  | 571人    |
| 清新六丁目 | 46事業所  | 496人    |
| 清新七丁目 | 34事業所  | 445人    |
| 清新八丁目 | 61事業所  | 1,208人  |
| 計         | 282事業所 | 3,524人  |

### 事業者数の変遷
経済センサスによる事業所数の推移。
| 年                 | 事業者数 |
| ------------------ | -------- |
| 2016年（平成28年） | 298      |
| 2021年（令和3年）  | 282      |

### 従業員数の変遷
経済センサスによる従業員数の推移。
| 年                 | 従業員数 |
| ------------------ | -------- |
| 2016年（平成28年） | 3,749    |
| 2021年（令和3年）  | 3,524    |

## 施設
- 相模原市立清新公民館
- 相模原市立清新小学校
- 相模原市立清新中学校
- 中央労働金庫 相模原支店[15]

## その他

### 日本郵便
- 郵便番号 : 252-0216[3]（集配局：相模原郵便局[16]）。